# Avalon (album)
Avalon, lansat în 1982, a fost al optulea album de studio al trupei Roxy Music. Înregistrat în 1981-82 la studiourile Compass Point în Nassau, Bahamas, albumul prezintă o maturizare a formației fiind totodată un imens succes comercial clasându-se în fruntea topurilor din Regatul Unit și stând în clasamentul albumelor pentru mai mult de un an. Deși a ajuns doar pe locul 53, Avalon reprezintă singurul disc de platină al celor de la Roxy Music în SUA. Prietena lui Bryan Ferry, Lucy Helmore, apare pe coperta albumului purtând o cască medievală și ținând în mână un șoim, evocând ultima călătorie a Regelui Artur spre misteriosul tărâm Avalon. Coperta acestui disc continuă tradiția imaginilor femeiești de pe copertele albumelor grupului Roxy Music. 
Un single, "More Than This", a precedat albumul și a fost un hit de top 10 în Marea Britanie (#6), Australia (#6) și majoritatea țărilor europene. Cântecul este unul neobișnuit pentru unul pop întrucât porțiunea de voce se încheie la 2:45 iar restul de 1:45 minute este instrumental. De atunci, "More Than This" este privit ca un cântec clasic al trupei. În 1997 un cover al piesei interpretat de 10,000 Maniacs cu Mary Ramsey ca vocalistă, a devenit hit în SUA clasându-se pe locul 25 în US Hot 100. 
Piesa de titlu a fost lansată ca cel de-al doilea single de pe album devenind și ea un hit de top 20 în Regatul Unit. Un al treilea extras pe single, "Take a Chance with Me", cu o variantă remixată a melodiei "The Main Thing" ca parte B, a atins locul 26 și a fost ultimul hit al formației în Regatul Unit. Remixul extins al piesei "The Main Thing" este disponibil doar pe box setul The Thrill of It All din 1995. Duoul de DJi Rub N Tug au lansat un remix dance al piesei la începutul lui 2007. 
"The Main Thing" a fost de asemenea folosită într-o reclamă televizată pentru Vauxhall Vectra în 2006. Reclama era bazată pe fotbal incluzând și apariția lui Pierluigi Collina. Pentru această variantă a fost adăugat și pianul.

## Tracklist
1. "More Than This" (4:30)
2. "The Space Between" (4:30)
3. "Avalon" (4:16)
4. "India" (1:44)
5. "While My Heart Is Still Beating" (Ferry, Andy Mackay) (3:26)
6. "The Main Thing" (3:54)
7. "Take a Chance with Me" (Ferry, Phil Manzanera) (4:42)
8. "To Turn You On" (4:16)
9. "True to Life" (4:25)
10. "Tara" (Ferry, Mackay) (1:43)

- Toate cântecele au fost scrise de Bryan Ferry cu excepția celor notate.

## Single-uri
- "More Than This" (1982)
- "Avalon" (1982)
- "Take a Chance with Me" (1982)

## Componență
- Bryan Ferry - voce, clape, sintetizator
- Andy Mackay - saxofon
- Phil Manzanera - chitară
- Neil Hubbard - chitară
- Alan Spenner - bas pe piesele 1, 3, 4, 5, 6, 8 și 10
- Andy Newmark - tobe pe piesele 1, 2, 3, 4, 5, 6, 7 și 9
- Jimmy Maelen - percuție pe piesele 1, 2, 3, 5, 7 și 9